# العلاقات الفلبينية الفلسطينية
العلاقات الفلبينية الفلسطينية هي العلاقات الدولية بين دولة فلسطين والفلبين.

## التاريخ
تؤيد الحكومة الفلبينية القضية الفلسطينية وتدعم الشعب الفلسطيني في المطالبة بحقوقه المشروعة في استقلال أراضيه وحريته، وكانت الفلبين من بين الدول التي اعترفت بدولة فلسطين عقب إعلان استقلالها في أعقاب انعقاد المجلس الوطني الفلسطيني بالعاصمة الجزائرية عام 1988.

## التمثيل الدبلوماسي

### الممثلية الفلبينية في فلسطين
ليس للفلبين بعثة دبلوماسية في الأراضي الفلسطينية، ويقتصر تمثليها لدى دولة فلسطين على سفارتها في العاصمة الأردنية عمان.
عملت جينيفر ماهيلوم، وأكمد سكام كسفير غير مقيم لدولة الفلبين في فلسطين.

### السفارة الفلسطينية في الفلبين
أُقيمت العلاقات الدبلوماسية في سبتمبر 1989؛ مما أدى إلى افتتاح سفارة دولة فلسطين في مانيلا في مايو 1990.
أغلقت السفارة الفلسطينية في عام 1994 بسبب ضعف الإمكانيات ونقص الموارد المالية الفلسطينية، وأصبحت البعثة الدبلوماسية الفلسطينية في ماليزيا تقوم بعمل السفارة الفلسطينية في الفلبين إلى جانب عملها الأساسي وتُقدّم الخدمات القنصلية للفلسطينيين المقيمين في الفلبين بدلا منها، وأصبح سفير فلسطين في ماليزيا هو نفسه الممثل الدبلوماسي لحكومة السلطة الوطنية الفلسطينية في الفلبين أيضًا.
أعيد افتتاح السفارة الفلسطينية في الفلبين في يونيو 2020، ويوجد مقر السفارة الحالي في العاصمة الفلبينية مانيلا.